# Švabič
Švabič ali Švabić je priimek več znanih oseb:
- Lejla Švabič (1981-2019), komparativistka, gledališka kritičarka, dramaturginja
- Marko Švabič (1949—1993), pisatelj, dramatik in urednik
- Mihailo Švabić (1919—2002), srbsko-jugoslovanski revolucionar in politik
- Miloš Švabić (1911—1999), novinar, fotoreporter
- Stevan Švabić (1865—1935), srbski polkovnik, borec za naše meje, častni meščan Ljubljane